# Dorothy Squires
Dorothy Squires (nata Edna May Squires; Pontyberem, 25 marzo 1915 – Llwynypia, 14 aprile 1998) è stata una cantante gallese.

## Primi anni
Nata nella carovana di carnevale dei suoi genitori a Pontyberem (a circa 12 miglia da Llanelli), nel Galles, da un operaio siderurgico, chiamato Archibald James Squires, e dalla moglie Emily. Sin da piccola Dorothy aveva desiderato un pianoforte, così sua madre le comprò un ukulele. Così Dorothy ha iniziato a esibirsi professionalmente come cantante all'età di 16 anni nel circolo maschile di lavoro di Pontyberem.

## Carriera
Mentre lavorava come infermiera a Londra, Dorothy fece molti colloqui di lavoro che non andarono a buon fine, durante i quali incontrò l'agente Joe Kay, che le diede un lavoro notturno in vari club. Mentre lavorava nell'East End, la ancora chiamata Edna, faceva parte di un club che le diede il nome di Dorothy, che le piaceva e che quindi cominciò a usare sul palco dopo quel periodo. Dorothy ha fatto la maggior parte del suo lavoro con l'orchestra di Billy Reid, con cui cominciò a lavorare nel 1936. Così lei iniziò a scrivere canzoni per le sue esibizioni.
Nell'immediato dopoguerra, ha lavorato al programma radiofonico della BBC Variety Bandbox, che successivamente l'ha resa la cantante donna più pagata del Regno Unito. Dorothy e Reid acquistarono una casa di 16 stanze a Bexhill on Sea, e lavorando con quest'ultimo, registrò la versione originale della composizione "A Tree in the Meadow", meglio conosciuta negli Stati Uniti per la registrazione di Margaret Whiting, che raggiunse l'apice della classifica pop americana.
La sua versione di "I'm Walking Behind You", è stata anche cantata da Eddie Fisher che la rese un singolo di successo negli Stati Uniti, e anche la sua registrazione di "The Gypsy" divenne un grande successo, dopo essere stata registrata dagli Ink Spots. Ques'ultima canzone è stata anche un grande successo per Dinah Shore.
Mentre lavorava con Billy Reid, Dorothy viveva al numero 16 di Chaucer Road, Herne Hill Brixton.
Dorothy incontrò Roger Moore in una delle sue sontuose feste nella sua villa a Wansunt Road, a Old Bexley, nel Kent (che ora è stata sostituita da delle abitazioni). Più tardi esso divenne il suo secondo marito. Si sposarono nel New Jersey il 6 luglio 1953. Lei affermò varie volte nel corso degli anni "iniziò con un litigio, poi mi portò a letto". Roger portò Dorothy a Hollywood e la presentò a varie persone dell'industria cinematografica come Gary Cooper, Grace Kelly, Doris Day e Rock Hudson. Quando la carriera di Roger cominciò a decollare, la carriera di Dorothy cominciò a scivolare in giù. Il loro matrimonio durò fino al 1961, quando Moore la lasciò e iniziò una relazione con Luisa Mattioli. Moore non fu in grado di sposarsi legalmente finché Dorothy non accettò il divorzio nel 1969 - il giorno in cui quest'ultima fu condannata per guida in stato di ebbrezza.
Ritornata a vivere nel Regno Unito, Dorothy ebbe un revival della sua carriera alla fine degli anni '60 all'età di 55 anni con una serie di tre singoli che compongono la classifica dei singoli britannici, inclusa una cover di "My Way". I nuovi album e i concerti seguiti includono una serie di concerti al London Palladium. Dorothy aveva concordato con il Palladium per una serie di spettacoli, superando le aspettative e esaurendo i biglietti entro poche ore. È stato pubblicato un doppio album dell'evento.
Nel 1971 Dorothy intraprese il primo dei 30 casi giudiziari dei successivi 15 anni. Nel 1971 ha citato in giudizio con successo News of the World nel film "When Love Turned Sour", e gli è stato assegnato £ 4.000. Nel 1972 condusse una diffamazione contro l'attore Kenneth More per essersi erroneamente riferito a Mattioli come "moglie" di Roger Moore nel periodo in cui era ancora legalmente sposato con Dorothy. Michael Havers ha difeso Kenneth More, che ha vinto il caso. Nel 1973 Dorothy fu accusata di aver preso a calci un tassista che tentò di gettarla fuori dal suo taxi. Era anche uno dei tanti artisti accusati di aver tentato di corrompere un produttore della radio della BBC come parte di un piano per farlo suonare nei suoi dischi; il caso è stato chiuso.
Nel 1974 la sua casa di Bexley ebbe un incendio fatale, da cui lei è scappata con il suo cane e tutte le sue lettere d'amore scritte da Roger Moore. Quindi Dorothy si trasferì in una casa a Bray, vicino al Tamigi, che fu inondata tre settimane dopo.
Nel 1982 fu bandita dalla Corte Suprema per aver speso gran parte della sua fortuna in spese legali. La sua litigiosità era così eccessiva che, il 5 marzo 1987, la Corte Suprema la dichiarò  "contessa vessatoria", impedendole di iniziare ulteriori azioni legali senza il permesso della Corte. Nel 1988, in seguito a un procedimento fallimentare, perse la sua casa a Bray, a cui tornò la notte seguente per recuperare le sue lettere d'amore scritte da Moore. Il suo ultimo concerto fu nel 1990, per pagare la sua tassa di comunità (tassa di soggiorno).
A Dorothy è stata fornita una casa a Trebanog, Rhondda, nel Galles del Sud, da una fan, di nome Esme Coles. Dorothy si recluse in quella casa, e morì nel 1998 a causa di un cancro ai polmoni, all'età di 83 anni, all'ospedale di Llwynypia, a Rhondda. Le sue spoglie sono sepolte in un appezzamento di famiglia nel cimitero di Streatham Park, a sud di Londra.